# Penthima aciculata
Penthima aciculata är en skalbaggsart som beskrevs av Snellen Van Vollenhoven 1864. Penthima aciculata ingår i släktet Penthima och familjen Cetoniidae. Inga underarter finns listade i Catalogue of Life.